# Copa de Europa de baloncesto 1966-67
La décima edición de la Copa de Europa de Baloncesto fue ganada por el Real Madrid derrotando en la final al campeón del año anterior, el Simmenthal Milano italiano. La final four se disputó en el Pabellón de la Ciudad Deportiva del Real Madrid de la capital española.

## Primera ronda
| Equipo 1          | Agr.    | Equipo 2                  | Ida    | Vuelta |
| ----------------- | ------- | ------------------------- | ------ | ------ |
| KR                | 127–203 | Simmenthal Milano         | 63–90  | 64–113 |
| Fribourg Olympic  | 104–171 | Vorwärts Leipzig          | 61–84  | 43–87  |
| Collegians        | 0–4*    | Herly Amsterdam           | 0–2    | 0–2    |
| Steaua Bucureşti  | 195–150 | Union Firestone Ehgartner | 96–81  | 99–69  |
| Honvéd            | 167–120 | Galatasaray               | 94–55  | 73–65  |
| Heidelberg        | 134–110 | SISU                      | 72–49  | 62–61  |
| Alvik             | 135–154 | Torpan Pojat              | 63–69  | 72–85  |
| Black Star Mersch | 91–225  | Real Madrid               | 44–100 | 47–125 |
| Wydad Casablanca  | 117–158 | ASVEL                     | 75–80  | 42–78  |

*Collegians de Belfast se retiró antes del partido de ida y el Herly Amsterdam ganó ambos partidos (2-0).

## Segunda ronda
| Equipo 1         | Agr.      | Equipo 2          | Ida    | Vuelta |
| ---------------- | --------- | ----------------- | ------ | ------ |
| Torpan Pojat     | 159–190   | Simmenthal Milano | 79–100 | 80–90  |
| Vorwärts Leipzig | 127–116   | Legia Varsovia    | 57–51  | 70–65  |
| Hapoel Tel Aviv  | 0–4*      | Lokomotiv Sofia   | 0–2    | 0–2    |
| AEK              | 110–122   | ASVEL             | 64–53  | 46–69  |
| Herly Amsterdam  | 156–159   | AŠK Olimpija      | 74–72  | 82–87  |
| Steaua Bucureşti | 142–142** | Slavia VŠ Praha   | 76–72  | 66–70  |
| Heidelberg       | 177–197   | Real Madrid       | 88–93  | 89–104 |
| Honvéd           | 150–167   | Racing Mechelen   | 80–76  | 70–91  |

*Hapoel Tel Aviv  se retiró antes del partido de ida y el Lokomotiv Sofia ganó ambos partidos(2-0).
**Tras empatar a 142, se disputó un partido de desmpate en el que el Slavia VŠ Praha ganó 77–61.

## Fase de grupos de cuartos de final
Los cuartos de final se jugaron con un sistema de todos contra todos, en el que cada serie de dos partidos ida y vuelta se consideraba como un solo partido para la clasificación.
|  | Los dos primeros acceden a semifinales |

|    | Equipo           | Par. | Pts. | G | P | PF  | PC  | PD  |
| -- | ---------------- | ---- | ---- | - | - | --- | --- | --- |
| 1. | Real Madrid      | 3    | 6    | 3 | 0 | 502 | 449 | +53 |
| 2. | Slavia VŠ Praha  | 3    | 5    | 2 | 1 | 497 | 458 | +39 |
| 3. | Vorwärts Leipzig | 3    | 4    | 1 | 2 | 401 | 433 | -32 |
| 4. | Lokomotiv Sofia  | 3    | 3    | 0 | 3 | 454 | 514 | -60 |

|    | Equipo            | Par. | Pts. | G | P | PF  | PC  | PD  |
| -- | ----------------- | ---- | ---- | - | - | --- | --- | --- |
| 1. | Simmenthal Milano | 3    | 6    | 3 | 0 | 593 | 526 | +67 |
| 2. | AŠK Olimpija      | 3    | 4    | 1 | 2 | 487 | 480 | +7  |
| 3. | Racing Mechelen   | 3    | 4    | 1 | 2 | 527 | 527 | 0   |
| 4. | ASVEL             | 3    | 4    | 1 | 2 | 427 | 498 | -71 |

## Final Four

### Semifinales
29 de marzo, Pabellón de la Ciudad Deportiva del Real Madrid, Madrid
| Equipo 1        | Resultado | Equipo 2          |
| --------------- | --------- | ----------------- |
| Slavia VŠ Praha | 97–103    | Simmenthal Milano |
| AŠK Olimpija    | 86–88     | Real Madrid       |

### Tercer y cuarto puesto
1 de abril, Pabellón de la Ciudad Deportiva del Real Madrid, Madrid
| Equipo 1        | Resultado | Equipo 2     |
| --------------- | --------- | ------------ |
| Slavia VŠ Praha | 83-88     | AŠK Olimpija |

### Final
1 de abril, Pabellón de la Ciudad Deportiva del Real Madrid, Madrid
| Equipo 1    | Resultado | Equipo 2          |
| ----------- | --------- | ----------------- |
| Real Madrid | 91–83     | Simmenthal Milano |

| Campeón de la Copa de Europa 1966–67 |
| ------------------------------------ |
| Real Madrid 3.er título              |

### Clasificación final
|  | Equipo            |
|  | ----------------- |
|  | Real Madrid       |
|  | Simmenthal Milano |
|  | AŠK Olimpija      |
|  | Slavia VŠ Praha   |